# Adriatica Ionica Race 2021
L'Adriatica Ionica Race 2021, terza edizione della corsa, valida come evento dell'UCI Europe Tour 2021 e sesto per la Ciclismo Cup 2021, si è svolto in tre tappe dal 15 al 20 giugno 2021 su un percorso di 491 km, con partenza da Trieste e arrivo a Comacchio. La vittoria è stata appannaggio dell'italiano Lorenzo Fortunato, che ha completato il percorso in 11h19'56" precedendo l'eritreo Merhawi Kudus e il kazako Vadim Pronskij.
Sul traguardo di Comacchio 88 ciclisti, su 110 partiti da Trieste, portarono a termine la competizione.

## Tappe
| Tappa  | Data      | Percorso                       | km    | Vincitore di tappa | Leader cl. generale |
| ------ | --------- | ------------------------------ | ----- | ------------------ | ------------------- |
| 1ª     | 15 giugno | Trieste > Aviano               | 185,3 | Elia Viviani       | Elia Viviani        |
| 2ª     | 16 giugno | Vittorio Veneto > Monte Grappa | 148,2 | Lorenzo Fortunato  | Lorenzo Fortunato   |
| 3ª     | 17 giugno | Ferrara > Comacchio            | 157,5 | Elia Viviani       | Lorenzo Fortunato   |
| Totale | Totale    | Totale                         | 491   |                    |                     |

## Squadre e corridori partecipanti
| N.    | Cod. | Squadra                     |
| ----- | ---- | --------------------------- |
| 1-7   | AST  | Astana-Premier Tech         |
| 11-17 | ITA  | Italia                      |
| 21-27 | COL  | Colombia                    |
| 31-37 | ANS  | Androni Giocattoli-Sidermec |
| 41-47 | BCF  | Bardiani-CSF-Faizanè        |
| 51-57 | EOK  | Eolo-Kometa Cycling Team    |
| 61-67 | GAZ  | Gazprom-RusVelo             |
| 71-77 | TNN  | Team Novo Nordisk           |

| N.      | Cod. | Squadra                            |
| ------- | ---- | ---------------------------------- |
| 81-87   | THR  | Vini Zabù                          |
| 91-97   | CPK  | Team Colpack Ballan                |
| 101-107 | CTF  | Cycling Team Friuli                |
| 111-117 | GEF  | General Store Essegibi F.lli Curia |
| 121-127 | IRC  | Iseo Serrature-Rime-Carnovali      |
| 131-137 | TIR  | Tirol KTM Cycling Team             |
| 141-147 | IWM  | Work Service-Marchiol-Dynatek      |
| 151-157 | ZEF  | Zalf Euromobil Fior                |

## Dettagli delle tappe

### 1ª tappa
- 18 giugno: Trieste > Aviano – 185,3 km

Risultati
| Pos. | Corridore      | Squadra | Tempo    |
| ---- | -------------- | ------- | -------- |
| 1    | Elia Viviani   | Italia  | 4h02'02" |
| 2    | Davide Persico | Colpack | s.t.     |
| 3    | Luca Pacioni   | Eolo    | s.t.     |

| Pos. | Corridore      | Squadra | Tempo    |
| ---- | -------------- | ------- | -------- |
| 1    | Elia Viviani   | Italia  | 4h01'52" |
| 2    | Davide Persico | Colpack | a 4"     |
| 3    | Luca Pacioni   | Eolo    | a 6"     |

### 2ª tappa
- 19 giugno: Vittorio Veneto > Monte Grappa – 148,2 km

Risultati
| Pos. | Corridore         | Squadra | Tempo    |
| ---- | ----------------- | ------- | -------- |
| 1    | Lorenzo Fortunato | Eolo    | 3h58'38" |
| 2    | Merhawi Kudus     | Astana  | a 1"     |
| 3    | Vadim Pronskij    | Astana  | a 3"     |

| Pos. | Corridore         | Squadra | Tempo    |
| ---- | ----------------- | ------- | -------- |
| 1    | Lorenzo Fortunato | Eolo    | 8h00'30" |
| 2    | Merhawi Kudus     | Astana  | a 5"     |
| 3    | Vadim Pronskij    | Astana  | a 9"     |

### 3ª tappa
- 20 giugno: Ferrara > Comacchio – 157,5 km

Risultati
| Pos. | Corridore         | Squadra   | Tempo    |
| ---- | ----------------- | --------- | -------- |
| 1    | Elia Viviani      | Italia    | 3h19'23" |
| 2    | Jakub Mareczko    | Vini Zabù | s.t.     |
| 3    | Davide Martinelli | Astana    | s.t.     |

| Pos. | Corridore         | Squadra | Tempo     |
| ---- | ----------------- | ------- | --------- |
| 1    | Lorenzo Fortunato | Eolo    | 11h19'56" |
| 2    | Merhawi Kudus     | Astana  | a 2"      |
| 3    | Vadim Pronskij    | Astana  | a 6"      |

## Evoluzione delle classifiche
| Tappa              | Vincitore          | Classifica generale Maglia azzurra | Classifica scalatori Maglia verde | Classifica a punti Maglia rossa | Classifica giovani Maglia bianca | Classifica a squadre |
| ------------------ | ------------------ | ---------------------------------- | --------------------------------- | ------------------------------- | -------------------------------- | -------------------- |
| 1ª                 | Elia Viviani       | Elia Viviani                       | Diego Sevilla                     | Elia Viviani                    | Davide Persico                   | non assegnato        |
| 2ª                 | Lorenzo Fortunato  | Lorenzo Fortunato                  | Lorenzo Fortunato                 | Elia Viviani                    | Vadim Pronskij                   | Bardiani-CSF-Faizanè |
| 3ª                 | Elia Viviani       | Lorenzo Fortunato                  | Lorenzo Fortunato                 | Elia Viviani                    | Vadim Pronskij                   | Bardiani-CSF-Faizanè |
| Classifiche finali | Classifiche finali | Lorenzo Fortunato                  | Lorenzo Fortunato                 | Elia Viviani                    | Vadim Pronskij                   | Bardiani-CSF-Faizanè |

Maglie indossate da altri ciclisti in caso di due o più maglie vinte
- Nella 2ª tappa Matteo Donega ha indossato la maglia rossa al posto di Elia Viviani.
- Nella 3ª tappa Merhawi Kudus ha indossato la maglia verde al posto di Lorenzo Fortunato.

## Classifiche finali

### Classifica generale - Maglia azzurra
| Pos. | Corridore         | Squadra      | Tempo     |
| ---- | ----------------- | ------------ | --------- |
| 1    | Lorenzo Fortunato | Eolo         | 11h19'56" |
| 2    | Merhawi Kudus     | Astana       | a 2"      |
| 3    | Vadim Pronskij    | Astana       | a 6"      |
| 4    | Giovanni Carboni  | Bardiani     | a 17"     |
| 5    | Filippo Zana      | Bardiani     | a 42"     |
| 6    | Alessandro Monaco | Bardiani     | a 50"     |
| 7    | Luca Covili       | Bardiani     | a 1'17"   |
| 8    | Eduardo Sepúlveda | Androni      | a 1'29"   |
| 9    | Andrea Garosio    | Bardiani     | a 1'34"   |
| 10   | Davide Rebellin   | Work Service | a 1'42"   |

### Classifica scalatori - Maglia verde
| Pos. | Corridore         | Squadra  | Punti |
| ---- | ----------------- | -------- | ----- |
| 1    | Lorenzo Fortunato | Eolo     | 10    |
| 2    | Merhawi Kudus     | Astana   | 8     |
| 3    | Vadim Pronskij    | Astana   | 6     |
| 4    | Diego Sevilla     | Eolo     | 5     |
| 5    | Giovanni Carboni  | Bardiani | 4     |

### Classifica a punti - Maglia rossa
| Pos. | Corridore          | Squadra      | Punti |
| ---- | ------------------ | ------------ | ----- |
| 1    | Elia Viviani       | Italia       | 56    |
| 2    | Jakub Mareczko     | Vini Zabù    | 26    |
| 3    | Riccardo Bobbo     | Work Service | 22    |
| 4    | Giacomo Garavaglia | Work Service | 19    |
| 5    | Davide Persico     | Colpack      | 18    |

### Classifica giovani - Maglia bianca
| Pos. | Corridore         | Squadra  | Tempo     |
| ---- | ----------------- | -------- | --------- |
| 1    | Vadim Pronskij    | Astana   | 11h20'02" |
| 2    | Filippo Zana      | Bardiani | a 36"     |
| 3    | Alessandro Monaco | Bardiani | a 44"     |
| 4    | Florian Lipowitz  | Tirol    | a 2'07"   |
| 5    | Didier Merchan    | Colombia | a 2'47"   |

### Classifica a squadre
| Pos. | Squadra                     | Tempo     |
| ---- | --------------------------- | --------- |
| 1    | Bardiani-CSF-Faizanè        | 34h01'31" |
| 2    | Androni Giocattoli-Sidermec | a 5'41"   |
| 3    | Eolo-Kometa Cycling Team    | a 12'37"  |
| 4    | Colombia                    | a 13'32"  |
| 5    | Gazprom-RusVelo             | a 14'50"  |